# شاوشكا
كانت شاوشكا (بالإنجليزية: Šauška)‏ (وتكتب أيضًا ك Shaushka أو Šawuška، أو تنطق أيضا كشاوشا (بالإنجليزية: Šauša)‏) إلهة حورية تم عبادتها أيضًا في آلهة الحيثيين. يعتبر اسمها من أصل حوراني ويعني العظيمة أو الرائعة.

## السمات الشخصية والرمزية
كانت شاوشكا إلهة الحرب والحب، بما في ذلك الحب الجنسي. وكانت مرتبطة ارتباطًا وثيقًا بالتعاويذ في الوثائق الحيثية. على هذا النحو كانت أيضا مرتبطة أيضًا بالشفاء. كان يُعتقد أنها وباعتبارها إلهة الحب والجنس قادرة على ضمان الحب الزوجي والتعامل مع الأمور المتعلقة بالعجز الجنسي، وكذلك تحويل النساء إلى رجال والعكس صحيح.
كانت شاوشكا أيضًا إلهة نينوى، وغالبًا ما كانت تلقب ب«ملكة» تلك المدينة في الأساطير الحورية.
لم يكن لدى شاوشكا شخصية نجمية واضحة على عكس عشتار بلاد ما بين النهرين وعكس «عشتارات» الأخرى المعروفة للحوريين والحيثيين (مثل عشتار سموحة، والتي لربما تكون نفس «إلهة الليل» الغامضة. (بالإنجليزية: DINGIR.GE6)‏.

### خصائص زنمردية أو الجندرية غير الثنائية
كان لشاوشكا جانب أنثوي وذكوري، كما ظهرت مرتين في النقوش البارزة من معبد يازيليكايا مرة بين الآلهة ومرة بين الإلهات. يذكر نص طقوس حورية بشكل منفصل عروض «السمات الذكورية» و «السمات الأنثوية» لشاوشكا.
يقول عالم الحيثيين غاري بيكمان أن «تحديد نوع الجنس الغامض» كان سمة من سمات فئة يشار إليها بإلهة من «نوع عشتار»، والتي تشمل أيضًا أمثال نينسيانا والنسخة الحورية لبينكير.
يعتبر عالم الآشوريات فرانس ويغيرمان نصًا يصف عشتار نينوى (شاوشكا) التي لها «الأجزاء العلوية لبيل، و (...) الأجزاء السفلية لنينليل» دليلا على شخصية الإلهة الزنمردية.

### في الفن
تم تصوير شاوشكا بشكل شائع برفقة «أويتي» وهو أسد مجنح أسطوري ومرافقيها نيناتا وكوليطا. تُعرف تماثيل شاوشكا المختلفة من الحفريات والأوصاف في النصوص الحيثية والتي تصورها على أنها: إلهة مجنحة تحمل كأسًا ذهبيًا؛ أو كإله ذكوري مجنح أيضًا يحمل فأسًا؛ أو ترتدي مريلة ورداء تاركا إحدى ساقيها مكشوفة وحذاء مدبب وتاج ألوهية (يازيليكايا)؛ أو حاملة لفأس ومطرقة؛ أو محاربا يحمل هراوة؛ أو إلهة عارية جزئيا (نوزي)؛ أو إلهة برفقة حيوانات مختلفة ووحوش أسطورية (نوزي)؛ أو إلهة عارية مجنحة؛ بالإضافة إلى ذلك يرى فرانس ويغيرمان أنه من الممكن أن تكون بعض صور إله الطقس مصحوبة بإلهة عارية تمثل تيشوب ورفيقه (مثل شاوشكا) بدلاً من هدد وشالا.
قد تكون شاوشكا هي الإلهة العارية المرسومة على وعاء حسنلو الذهبي. أحيانًا يتم تفسير المشاهد المصورة عليها على أنها تمثيل للأساطير من دورة كوماربي، والتي من شأنها أن تشير إلى نجاة وبقاء المعتقدات الحورية في الشرق حتى أوائل الألفية الأولى قبل الميلاد.